# APEC
APEC (Asia-Pacific Economic Co-operation, pol. Wspólnota Gospodarcza Azji i Pacyfiku) – luźny układ integracyjny dotyczący współpracy gospodarczej krajów Azji i regionu Pacyfiku, powołany w 1989 r. w Canberze podczas nieformalnego spotkania 6 państw członkowskich ASEAN i Australii, Nowej Zelandii, Kanady, USA, Japonii i Korei Południowej. Sekretariat APEC został utworzony w 1993 roku i znajduje się w Singapurze. Szczyt APEC organizowany jest corocznie od 1993.
APEC nie jest organizacją międzynarodową (taką jak Unia Europejska), ani także nie zamierza o taki status się ubiegać. Współpraca w ramach tego układu opiera się wyłącznie na deklaracjach politycznych, tak więc podmiotami APEC są gospodarki państw. Deklaracje zasadniczo są przyjmowane podczas odbywających się co roku posiedzeń szefów państw i rządów oraz odrębnych posiedzeń państw członkowskich. W kręgu państw APEC nie są zawierane żadne umowy państwowe. Działalność APEC opiera się na podejmowaniu konsensusu wyłącznie w kwestiach spornych.
Cele APEC:
- znoszenie barier celnych
- współpraca technologiczna
- dążenie do ściślejszej integracji gospodarczej
- popieranie wzrostu gospodarczego i sprawiedliwego rozwoju

Wyżej wymienione cele współpracy gospodarczej zostały określone w deklaracji politycznej z 15 listopada 1994 podczas drugiego posiedzenia szefów państw w indonezyjskim Bogor.
Istotę funkcjonowania APEC odzwierciedla strategia przyjęta podczas posiedzenia szefów państw lub rządów 19 listopada 2005 w Pusan. Dokument ten uwzględnia oprócz liberalizacji obrotów towarowych, także możliwość tworzenia odrębnych stref wolnego handlu.

## Członkowie APEC
Do APEC należy 21 państw:
- kraje założycielskie (1989)
  -  Australia
  -  Brunei
  -  Kanada
  -  Indonezja
  -  Japonia
  -  Korea Południowa
  -  Malezja
  -  Nowa Zelandia
  -  Filipiny
  -  Singapur
  -  Tajlandia
  -  Stany Zjednoczone

- kraje przyjęte w 1991
  -  Chiny
  -  Hongkong
  -  Chińskie Tajpej

- kraje przyjęte w 1993
  -  Meksyk
  -  Papua-Nowa Gwinea

- kraje przyjęte w 1994
  -  Chile

- kraje przyjęte w 1998
  -  Peru
  -  Rosja
  -  Wietnam

## Osiągnięcia APEC
Podstawowym osiągnięciem jest znaczący wzrost wymiany towarowej oraz przypływu inwestycji. Łączna wartość eksportu towarów APEC zwiększyła się z 1,5 bln dol. w 1992 do niemal 4,5 bln dol. (2005). Natomiast łączna wartość importu towarów wzrosła w tym samym okresie z ok. 1,5 do 5 bln dol. Największymi odbiorcami bezpośrednich inwestycji zagranicznych w 1995 były: USA (58,77 mld dol.), Chiny (37,52 mld dol.), Australia (11,97 mld dol) i Singapur (11,54 mld dol.). Z kolei największymi odbiorcami bezpośrednich inwestycji zagranicznych w 2005 były: Chiny i Hongkong (odpowiednio 72,41 i 35,90 mld dol.), USA (99,44 mld dol.), a także Kanada (33,82 mld. dol).

## Coroczne spotkania na szczycie
| Rok  | #  | Data                       | Kraj                      | Miasto                                     |
| ---- | -- | -------------------------- | ------------------------- | ------------------------------------------ |
| 1989 | 1  | 6–7 listopada              | Australia                 | Canberra                                   |
| 1990 | 2  | 29–31 lipca                | Singapur                  | Singapur                                   |
| 1991 | 3  | 12–14 listopada            | Korea Południowa          | Seul                                       |
| 1992 | 4  | 10–11 września             | Tajlandia                 | Bangkok                                    |
| 1993 | 5  | 19–20 listopada            | Stany Zjednoczone         | Wyspa Blake’a                              |
| 1994 | 6  | 15–16 listopada            | Indonezja                 | Bogor                                      |
| 1995 | 7  | 18–19 listopada            | Japonia                   | Osaka                                      |
| 1996 | 8  | 24–25 listopada            | Filipiny                  | Subic                                      |
| 1997 | 9  | 24–25 listopada            | Kanada                    | Vancouver                                  |
| 1998 | 10 | 17–18 listopada            | Malezja                   | Kuala Lumpur                               |
| 1999 | 11 | 12–13 września             | Nowa Zelandia             | Auckland                                   |
| 2000 | 12 | 15–16 listopada            | Brunei                    | Bandar Seri Begawan                        |
| 2001 | 13 | 20–21 października         | Chiny                     | Szanghaj                                   |
| 2002 | 14 | 26–27 października         | Meksyk                    | Los Cabos                                  |
| 2003 | 15 | 20–21 października         | Tajlandia                 | Bangkok                                    |
| 2004 | 16 | 20–21 listopada            | Chile                     | Santiago                                   |
| 2005 | 17 | 18–19 listopada            | Korea Południowa          | Pusan                                      |
| 2006 | 18 | 18–19 listopada            | Wietnam                   | Hanoi                                      |
| 2007 | 19 | 8–9 września               | Australia                 | Sydney                                     |
| 2008 | 20 | 22–23 listopada            | Peru                      | Lima                                       |
| 2009 | 21 | 14–15 listopada            | Singapur                  | Singapur                                   |
| 2010 | 22 | 13–14 listopada            | Japonia                   | Jokohama                                   |
| 2011 | 23 | 12–13 listopada            | Stany Zjednoczone         | Honolulu                                   |
| 2012 | 24 | 9–10 września              | Rosja                     | Władywostok                                |
| 2013 | 25 | 5–7 października           | Indonezja                 | Bali                                       |
| 2014 | 26 | 10–11 listopada            | Chiny                     | Pekin                                      |
| 2015 | 27 | 18–19 listopada            | Filipiny                  | Pasay                                      |
| 2016 | 28 | 19–20 listopada            | Peru                      | Lima                                       |
| 2017 | 29 | 10–11 listopada            | Wietnam                   | Đà Nẵng                                    |
| 2018 | 30 | 17–18 listopada            | Papua-Nowa Gwinea         | Port Moresby                               |
| 2019 | 31 | 16–17 listopada (odwołany) | Chile                     | Santiago                                   |
| 2020 | 31 | 20 listopada               | Malezja                   | Kuala Lumpur (przeprowadzane w Internecie) |
| 2021 | 32 | 12 listopada               | Nowa Zelandia             | Auckland (przeprowadzane w Internecie)     |
| 2022 | 33 | 18-19 listopada            | Tajlandia                 | Bangkok                                    |
| 2023 | 34 | 15-17 listopada            | Stany Zjednoczone         | San Francisco                              |
| 2024 | 35 | 10-16 listopada            | Peru                      | Cuzco                                      |
| 2025 | 36 | Zostaną ogłoszone później  | Korea Południowa          | Zostaną ogłoszone później                  |
| 2026 | 37 | Zostaną ogłoszone później  | Zostaną ogłoszone później | Zostaną ogłoszone później                  |